# Ignacio Díaz (futbolista)
Ignacio Díaz (nacido en Rosario en 1911-fallecido en ¿?) fue un futbolista argentino. Se desempeñaba como defensor y su primer club fue Rosario Central.

## Carrera

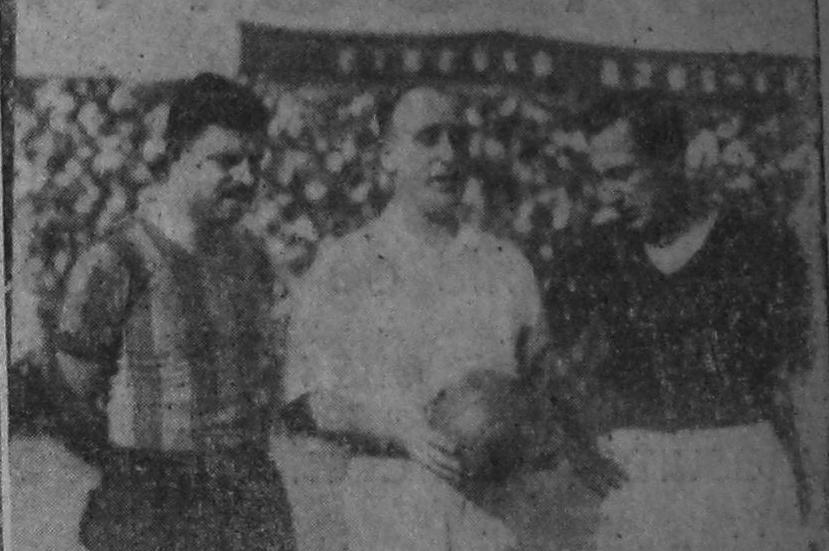
Ignacio Díaz oficiando de capitán, junto al árbitro Korein y su par de San Lorenzo Isidro Lángara.

Comenzó su carrera en 1933 vistiendo la casaca del equipo auriazul, aún jugando los torneos profesionales de la Asociación Rosarina de Fútbol. Su debut sucedió el 16 de abril, cuando en cotejo válido por la 1.ª fecha del Torneo Gobernador Luciano Molinas, su equipo derrotó 2-0 al Club Atlético Washington con goles de Juan Martínez y Aristódemo Fino. Ante este mismo rival marcó su primer gol en 10.ª jornada del campeonato, en la victoria centralista 5-2.
Durante su primera temporada en el equipo mayor del canalla, Díaz se desempeñó como mediocampista por el sector izquierdo, jugando como titular en la mayor parte del año, compartiendo la línea media con Pedro Máximo García y Ernesto Cordones. En ese año participó también de un certamen nacional con Rosario Central, la Copa Beccar Varela. 
En 1934 retrasó su posición en la cancha para pasar a jugar como zaguero; su habitual compañero en esa zona fue Carlos Scarpin. Al año siguiente se produjo la aparición de Justo Lescano en el primer equipo auriazul, conformándose la pareja de marcadores centrales Lescano-Díaz, la cual perduró hasta 1940.

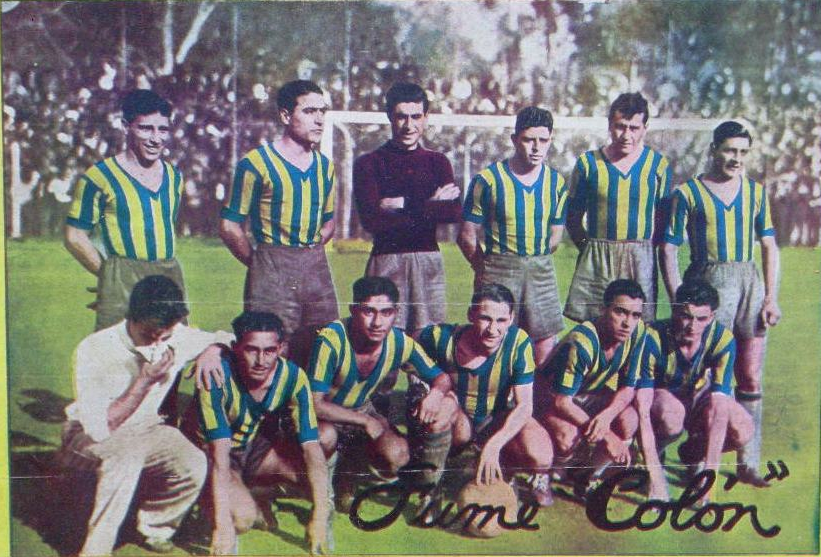
Rosario Central en 1937. Parados: Rafael Luongo, Justo Lescano, Pedro Aráiz, Ignacio Díaz, Germán Gaitán, Alberto Espeche; hincados: Rosario Gómez, Ricardo Cisterna, Benjamín Laterza, Salvador Laporta, Aníbal Maffei.

Con el inicio del profesionalismo, las campañas de Central no fueron las mejores en comparación a las que había desarrollado hasta entonces; con la conformación del destacado quinteto ofensivo compuesto por Juan Cagnotti, Sebastián Guzmán, Julio Gómez, Cayetano Potro y el "Chueco" García los rendimientos mejoraron, desembocando en la obtención del primer título para el club en la era rentada del fútbol argentino: el Torneo Preparación 1936, obtenido al vencer a su clásico rival Newell's Old Boys por 3-2 en partido final desempate, disputado el 19 de julio y con Díaz como titular.
Posteriormente Central afianzó nuevamente su predominio en el fútbol rosarino, consagrándose campeón en tres de los cuatro torneos disputados entre 1937 y 1938; así, Díaz sumó a su palmarés los lauros correspondientes al Molinas de 1937 y 1938 y al Ivancich 1937.

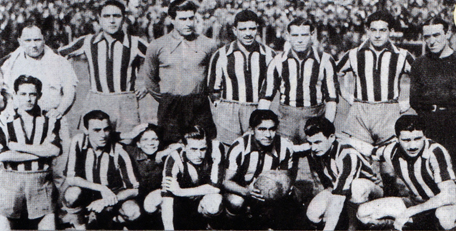
Rosario Central en 1940. Parados: Justo Lescano, Pedro Aráiz, Ignacio Díaz, Alfredo Fógel, Armando Ríos; hincados: Juan Carlos Heredia (p), Salvador Laporta, Harry Hayes (h), Ricardo Cisterna, Aníbal Maffei, Humberto Coloccini.

En 1939 se produjo el desembarco de Rosario Central y Newell's en el Campeonato de Primera División de AFA; Ignacio Díaz disputó 29 de los 34 encuentros de su club en el torneo, marcando además un gol, que sirvió para derrotar 1-0 a Boca Juniors en Arroyito el 25 de noviembre, en partido correspondiente a la 33.ª fecha del certamen. Sus buenas actuaciones ahora en el torneo nacional, le confirieron el ser convocado por primera vez a la Selección Argentina.
El Campeonato de Primera División 1940 fue su último torneo defendiendo los colores del cuadro rosarino; en él protagonizó un hecho curioso, al oficiar como arquero en un partido completo, siendo habitual jugador de campo. De cara a la 30.ª fecha del campeonato, el arquero titular Pedro Aráiz se encontraba enfermo, mientras que los suplentes Juan Martínez y Héctor Ricardo estaban lesionados, por lo que el entrenador Emérico Hirschl decidió darle la titularidad como guardavallas a Díaz, quien ya había jugado 88 minutos del partido por la 24.ª fecha ante San Lorenzo de Almagro (empate 3-3), ante la temprana lesión del portero Martínez, titular ese cotejo. Finalmente, atajó ante Estudiantes en La Plata el 34 de diciembre, y si bien Central cayó derrotado 1-0, las crónicas periodísticas destacaron la buena actuación del improvisado guardameta. Dejó Central tras haber vestido la casaca canalla en 182 ocasiones, habiendo marcado dos goles.

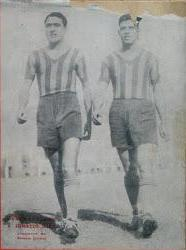
Justo Lescano e Ignacio Díaz; formaron una dupla memorable

Sus buenos desempeños no solo lo llevaron a vestir la casaca del elenco nacional; también atrajeron el interés de los cuadros de Buenos Aires. Así, Díaz fue transferido a San Lorenzo de Almagro en 1941. En el Ciclón jugó durante tres temporadas, totalizando 86 partidos y siendo partícipe de la Selección albiceleste. En 1944 emigró al fútbol mexicano, donde vistió la casaca de América durante dos años.
Una vez retirado retornó a Rosario, donde fungió como entrenador en las diversas categorías de Rosario Central, llegando a oficiar como técnico auxiliar del equipo de primera durante la década de 1950.

## Clubes
| Club                   | País      | Año       |
| ---------------------- | --------- | --------- |
| Rosario Central        | Argentina | 1933-1940 |
| San Lorenzo de Almagro | Argentina | 1941-1943 |
| América                | México    | 1944-1946 |

## Selección nacional
Vistió la casaca de la selección de fútbol de Argentina en 9 oportunidades entre 1939 y 1943.
Su partido debut se produjo el 14 de agosto de 1939, cuando Argentina se enfrentó a Paraguay en el Estadio Defensores del Chaco por el partido de ida de la 6.° edición de la Copa Rosa Chevallier Boutell, venciéndolo 1-0. Un empate en el cotejo revancha le confirió el título a los albicelestes, dirigidos por Guillermo Stábile.
En 1940 volvió a obtener la Copa Rosa Chevallier Boutell participando nuevamente de ambos partidos; también fue titular en el encuentro de vuelta por la Copa Presidente de Chile, en el que Argentina venció a su par trasandino por 3-2 en el Estadio El Gasómetro.
Enfrentó a Uruguay por las copas Newton y Lipton en sus ediciones  de 1942, alzándose con ambos trofeos. Al año siguiente tuvo sus últimas participaciones con la Selección, disputando otra vez la Copa Rosa Chevallier Boutell, prevaleciendo ante el conjunto guaraní.

### Participación por torneos
| Torneo                       | Edición(es)    | PJ |
| ---------------------------- | -------------- | -- |
| Copa Rosa Chevallier Boutell | 1939/1940/1943 | 6  |
| Copa Presidente de Chile     | 1940           | 1  |
| Copa Newton                  | 1942           | 1  |
| Copa Lipton                  | 1942           | 1  |

#### Detalle de partidos
| Torneo                       | Fecha      | Estadio                        | Rival    | Resultado |
| ---------------------------- | ---------- | ------------------------------ | -------- | --------- |
| Copa Rosa Chevallier Boutell | 14-08-1939 | Defensores del Chaco, Asunción | Paraguay | 1-0       |
| Copa Rosa Chevallier Boutell | 16-08-1939 | Defensores del Chaco, Asunción | Paraguay | 2-2       |
| Copa Rosa Chevallier Boutell | 18-02-1940 | Independiente, Avellaneda      | Paraguay | 3-1       |
| Copa Rosa Chevallier Boutell | 25-02-1940 | River Plate, Buenos Aires      | Paraguay | 4-0       |
| Copa Presidente de Chile     | 09-03-1940 | El Gasómetro, Buenos Aires     | Chile    | 3-2       |
| Copa Newton                  | 25-05-1942 | River Plate, Buenos Aires      | Uruguay  | 4-1       |
| Copa Lipton                  | 25-08-1942 | Centenario, Montevideo         | Uruguay  | 1-1       |
| Copa Rosa Chevallier Boutell | 10-07-1943 | Defensores del Chaco, Asunción | Paraguay | 5-2       |
| Copa Rosa Chevallier Boutell | 11-07-1943 | Defensores del Chaco, Asunción | Paraguay | 1-2       |

## Palmarés

### Títulos internacionales
| Equipo    | Título                       | Año  |
| --------- | ---------------------------- | ---- |
| Argentina | Copa Rosa Chevallier Boutell | 1939 |
| Argentina | Copa Presidente de Chile     | 1940 |
| Argentina | Copa Rosa Chevallier Boutell | 1940 |
| Argentina | Copa Newton                  | 1942 |
| Argentina | Copa Lipton                  | 1942 |
| Argentina | Copa Rosa Chevallier Boutell | 1943 |

### Títulos regionales oficiales
| Equipo          | País      | Título                       | Año  |
| --------------- | --------- | ---------------------------- | ---- |
| Rosario Central | Argentina | Torneo Preparación           | 1936 |
| Rosario Central | Argentina | Torneo Gobernador Molinas    | 1937 |
| Rosario Central | Argentina | Torneo Hermenegildo Ivancich | 1937 |
| Rosario Central | Argentina | Torneo Gobernador Molinas    | 1938 |